# إن سي سوفت
إن سي سوفت هي شركة مطور ألعاب فيديو كورية جنوبية تعرف لتطويرها ألعاب تقمص الأدوار كثيفة اللاعبين على الإنترنت مثل لينياج وغلد وورس.